# Walter Storp
Pour les articles homonymes, voir Storp.
Walter Storp (2 février 1910 - 9 août 1981) est un Generalmajor allemand de la Luftwaffe pendant la Seconde Guerre mondiale.

## Biographie
Storp commence sa carrière militaire en entrant dans l'école navale de Mürwik le 1er avril 1928.
Puis, il navigue sur les Croiseurs Emden et Köln.

Le 1er octobre 1934, il est transféré dans la Luftwaffe en tant que pilote et capitaine temporaire du 1(M)106 escadron de l'aviation embarqué jusqu'au 28 février 1936.
Durant la Seconde Guerre mondiale, il est pilote de bombardier dans la Luftwaffe et commandant de différents escadrons de bombardiers (kampgeschwader).

Walter Storp a reçu la vingt-deuxième croix de chevalier de la croix de fer avec feuilles de chêne, le 14 juillet 1941.

Storp finit les derniers mois de la guerre avec le grade de Generalmajor et commandant de la 5. Flieger-Division en Norvège.
À la reddition de l'Allemagne nazie le 8 mai 1945, il est capturé par les Britanniques et libéré en février 1948.

## Promotions
- Fähnrich zur See: 1er janvier 1930
- Oberfähnrich zur See: 1er avril 1931
- Leutnant zur See: 1er octobre 1932
- Oberleutnant: 1er octobre 1934
- Hauptmann: 1er octobre 1938
- Major: 1er novembre 1940
- Oberstleutnant: 1er février 1943
- Oberst: 1er août 1943
- Generalmajor: 1er novembre 1944

## Distinctions
- Croix de fer (1939)
  - 2e classe (2 octobre 1939)[1]
  - 1re classe (26 avril 1940)[1]
- Médaille de service de longue durée de la Wehrmacht 4e classe
- Insigne de pilote
- Ehrenpokal der Luftwaffe (20 October 1940)[1]
- Insigne des blessés (1939) en noir
- Insigne de combat de la Luftwaffe comme pilote de combat en or
- Croix de chevalier de la croix de fer avec feuilles de chêne
  - Croix de chevalier le 21 octobre 1940, 149e récipiendaire dans la Luftwaffe en tant que Hauptmann et Gruppenkommandeur du II./ Kampfgeschwader 76[2]
  - 22e feuilles de chène le 14 juillet 1941 en tant que Major et Geschwaderkommodore du Schnellkampfgeschwader 210[2]
- Mentionné par 2 fois dans le bulletin radiophonique quotidien Wehrmachtbericht